# Aphaenogaster finzii
Aphaenogaster finzii är en myrart som beskrevs av Mueller 1921. Aphaenogaster finzii ingår i släktet Aphaenogaster och familjen myror. Inga underarter finns listade i Catalogue of Life.